# Пісня про рушник
Пісня про рушник — твір Андрія Малишка, сповідь-спогад ліричного героя, у якій мати дарує синові рушник, вишитий як символ життєвоï дороги. Рушник пов'язаний із життєвою долею ліричного героя і з образом його матері. Цей образ — символ чистоти і любові, матері-берегині, яка дала життя, формувала почуття, творила людину. Ліричний герой поезіï з великою теплотою згадує свою матір.
Автор даним твором порушує питання дитинства, а також прощання з батьківською хатою та материнську тривогу за долю власної дитини.
Форма вірша має велику кількість рефрен i повторів, що наближає його до пісні.
Композитор Платон Майборода написав музику до цієї поезіï. Вперше пісня прозвучала в музичному фільмі «Літа молодії» режисера Олексія Мішурина, її виконав Олександр Таранець.

## Виконавці
Композитор: Платон Майборода

Слова: Андрій Малишко

1

Рідна мати моя, ти ночей недоспала

I водила мене у поля край села,

І в дорогу далеку ти мене на зорі проводжала,

І рушник вишиваний на щастя дала.

І в дорогу далеку ти мене на зорі проводжала,

І рушник вишиваний на щастя, на долю дала.
Виконавців твору була велика кількість, зокрема Квітка Цісик, Дмитро Гнатюк, Олександр Таранець, Ярослав Євдокимов, Рашид Бейбутов, Бернард Ладиш, гурт Чарівна, Ірина Сказіна, Дмитро Яремчук, Олександр Малінін та інші. Канадський гурт Рушничок навіть отримав назву від цієї пісні.
Пісня виконується у театральній виставі про Квітку Цісик «Я — Квітка», музичному монолозі-притчі на одну дію на вірші Тетяни Череп-Пероганич.